# پیشاهنگان خوب
پیشاهنگان خوب (Good Scouts) یک فیلم پویانمایی کوتاه آمریکایی محصول ۱۹۳۸ است که توسط استودیو انیمیشن والت دیزنی تولید و توسط آر.ک.ئو منتشر شده‌است. این کارتون دونالد اردک را نشان می‌دهد که خواهرزاده‌هایش هوئی، دویی و لوئی را در یک سفر پیشاهنگی از بیابان رهبری می‌کند. این کارتون توسط جک کینگ کارگردانی شده و کلارنس نش دونالد و سه خواهرزاده اش را صداپیشگی می‌کند.
پیشاهنگان خوب در یازدهمین دوره جوایز اسکار در ۱۹۳۹ نامزد جایزه اسکار بهترین پویانمایی کوتاه شد، اما به فردیناند، گاو نر که یکی دیگر از فیلم‌های دیزنی، بود باخت. در آن سال فیلم‌های دیزنی دیگر که شامل خیاط کوچولوی شجاع و غاز مادر به هالیوود می‌رود می‌شوند نیز نامزد این دسته شدند که باعث می‌شود استودیو والت دیزنی رکورد بیشترین نامزدی در این دسته را برای یک استودیو داشته باشد. پیشاهنگان خوب اولین فیلم در مجموعه دونالد اردک بود که نامزد اسکار شد.